# علاج الجروح بالضغط السلبي
علاج الجروح بالضغط السلبي (NPWT)، المعروف أيضًا باسم الإغلاق بمساعدة الفراغ (VAC)، هو تقنية علاجية تستخدم مضخة الشفط والأنابيب والضمادات لإزالة الإفرازات الزائدة وتعزيز الشفاء في الجروح الحادة أو المزمنة والحروق من الدرجة الثانية والثالثة. يتضمن العلاج التطبيق المضبوط للضغط الجوي على بيئة الجرح المحلية، باستخدام ضمادة مختومة متصلة بضخ مفرغ. زاد استخدام هذه التقنية في إدارة الجروح بشكل كبير خلال التسعينات والعقد الأول من القرن الحادي والعشرين وتم نشر عدد كبير من الدراسات التي تفحص علاج الجروح بالضغط السلبي. يحتوي NPWT على العديد من المؤشرات للاستخدام بما في ذلك:
- الجروح الجراحية المجففة.
- الجروح الجراحية المغلقة.
- إصابات الضغط أو قرح الضغط.
- قرحة القدم السكرية (DFU).
- قرح القصور الوريدي.
- اللوحات الجلدية والطعوم.
- تدبير البطن المفتوح (شق البطن).[8]

## نظرة عامة
علاج الجروح بالضغط السلبي يعزز التئام الجروح من خلال تطبيق فراغ من خلال ضمادة مختومة خاصة. يقوم الفراغ المستمر بسحب السائل من الجرح ويزيد من تدفق الدم إلى المنطقة. يمكن تطبيق الفراغ بشكل مستمر أو متقطع، اعتمادًا على نوع الجرح الذي يتم علاجه والأهداف السريرية. عادةً ما يتم تغيير الضمادة مرتين إلى ثلاث مرات أسبوعيًا. الضمادات المستخدمة للتقنية تشمل الضمادات الرغوية والشاش، مختومة بضمادة مسدودة تهدف إلى احتواء الفراغ في موقع الجرح. عندما تسمح أجهزة علاج الجروح بالضغط السلبي بتوصيل السوائل، مثل المياه المالحة أو المضادات الحيوية لري الجرح، الإزالة المتقطعة للسوائل المستخدمة تدعم تنظيف وتصريف سرير الجرح.
في عام 1995، كانت شركة Kinetic Concepts أول شركة تحصل على منتج علاج الجروح بالضغط السلبي من قبل إدارة الغذاء والدواء الأمريكية. بعد زيادة استخدام التقنية من قبل المستشفيات في الولايات المتحدة، تمت الموافقة على الإجراء للسداد من قبل مراكز الرعاية الطبية والخدمات الطبية في عام 2001.

## تقنية

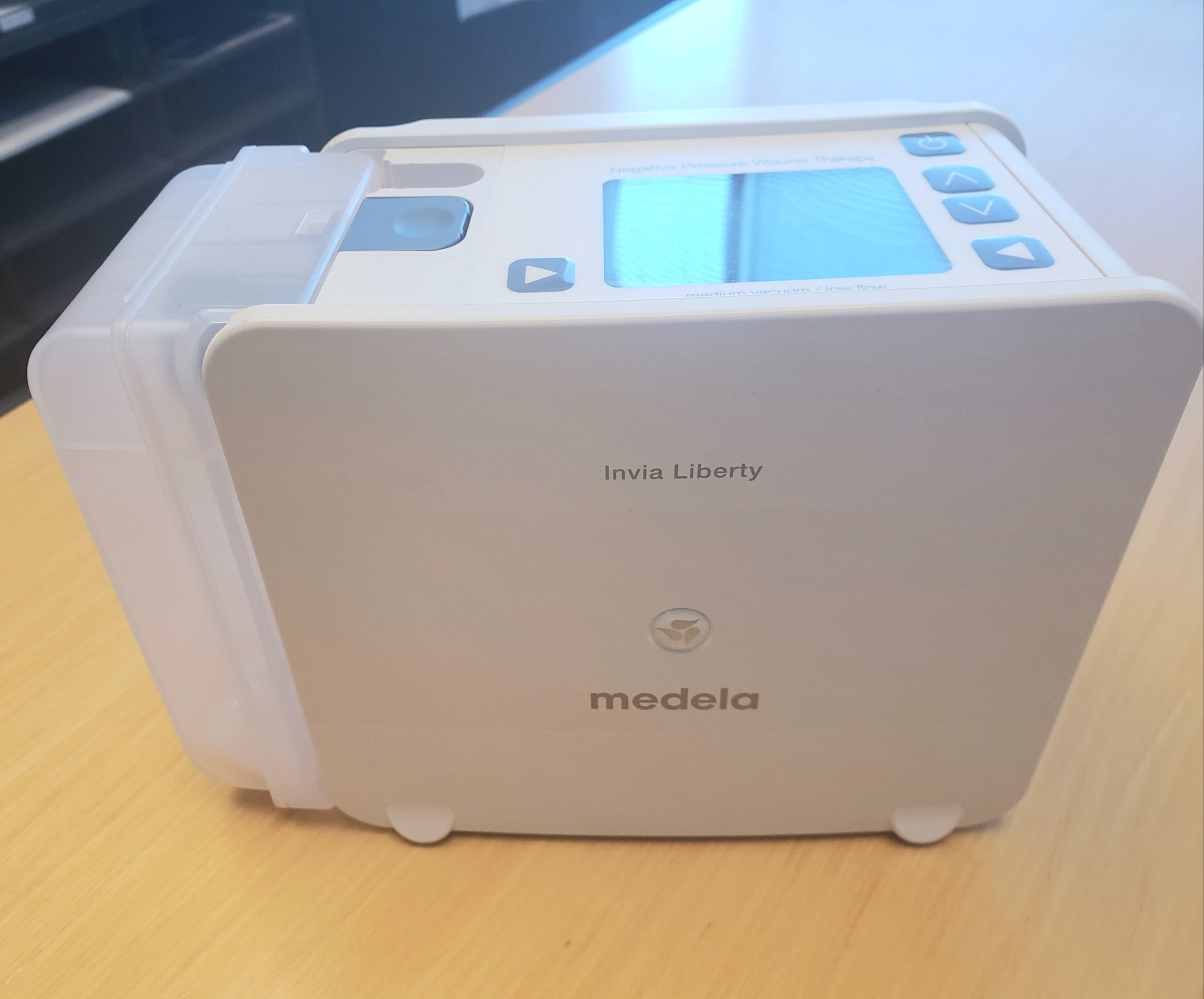
مضخة تستخدم لخلق ضغط سلبي

التقنية العامة لـ علاج الجروح بالضغط السلبي هي كما يلي: «حماية الندى من خلال تطبيق حاجز جلدي.» يتم تركيب مادة تضميد أو حشو على محيط الجرح ثم يتم غلق الرغوة أو الشاش المغطى بغشاء شفاف. يتم توصيل أنبوب التصريف بالضمادة من خلال فتحة الغشاء الشفاف. يتم توصيل الأنابيب من خلال فتحة في ثنى الفيلم بعلبة على جانب مضخة التفريغ. أو مصدر فراغ، يحول الجرح المفتوح إلى جرح مغلق محكم أثناء إزالة السوائل الزائدة من طبقة الجرح لتعزيز الدورة الدموية وإزالة سوائل الجرح. وهذا يخلق بيئة شفاء رطبة ويقلل من الوذمة. «يجب أن يكون هناك ختم محكم للهواء حتى ينجح هذا العلاج.» تُستخدم هذه التقنية عادةً مع الجروح المزمنة أو الجروح المتوقع أن تسبب صعوبات أثناء الشفاء (مثل تلك المرتبطة بمرض السكري).
هناك أربعة أنواع من الضمادات المستخدمة على سطح الجرح: الرغوة أو الشاش، طبقة شفافة وطبقة تلامس غير ملتصقة (منسوجة أو غير منسوجة) إذا لزم الأمر. تستخدم الضمادات الرغوية أو الشاش المنسوج لملء الجروح المفتوحة. يمكن قطع الرغوة حسب الحجم لتناسب الجروح. بمجرد ملء الجرح، يتم تطبيق طبقة شفافة على الجزء العلوي لعمل ختم حول الضمادة. ثم يتم توصيل الأنبوب وتوصيله بالمضخة.
بمجرد ختم الضمادة، يمكن ضبط مضخة التفريغ لتقديم ضغوط متواصلة أو متقطعة، مع مستويات الضغط اعتمادًا على الجهاز المستخدم، تتراوح بين −200 و−40 مم زئبقي حسب المادة المستخدمة وتحمل المريض. يمكن تطبيق الضغط بشكل مستمر أو متقطع.
يعتمد نوع الضماد المستخدم على نوع الجرح والأهداف السريرية والمريض. بالنسبة للمرضى الذين يعانون من آلام حادة يعانون من جروح ضحلة أو غير منتظمة أو جروح تقوض المسالك أو الأنفاق أو استكشافها، يمكن استخدام الشاش، في حين يمكن قطع الرغوة بسهولة لتناسب جرح المريض الذي يحتوي على كفاف منتظم وأداء أفضل عند تكوين التحبيب العدواني وتقلص الجروح هو الهدف المنشود.
تشمل موانع استخدام علاج الجروح بالضغط السلبي ما يلي:
1. خباثة في الجرح.
2. التهاب العظم والنقي الغير معالج.
3. النواسير غير المعوية وغير المستكشفة.
4. الأنسجة الميتة مع وجود ندبة.
5. الأوعية الدموية المكشوفة، ومواقع التباين، والأعضاء والأعصاب في منطقة الندى (يجب تجنب الاتصال الرغوي المباشر بهذه الهياكل).[22]

## فعالية
قيمت مراجعة كوكرين 2020 آثارعلاج الجروح بالضغط السلبي للوقاية من عدوى الموقع الجراحي (SSI). تضمن مؤلفو المراجعة أدلة من 44 دراسة وخلصوا إلى أن علاج الجروح بالضغط السلبي للجروح الجراحية عن طريق الإغلاق الأولي ربما يقلل من معدل SSI مقارنة بضمادات الجروح القياسية. نظرًا لعدد كبير من الدراسات الجارية، يشير المؤلفون إلى أن نتائج المراجعة قد تحتاج إلى التحديث مع ظهور أدلة جديدة وأن «القرارات المتعلقة باستخدام علاج الجروح بالضغط السلبي يجب أن تأخذ في الاعتبار البيان الجراحي وتحديد الأدلة والنظر فيها لجميع النتائج».
ذكرت مراجعة كوكرين لعام 2007 : أن الأدلة التي تقارن علاج الجروح بالضغط السلبي بالرعاية البديلة كانت معيبة وتتطلب المزيد من الدراسة، لكن الأدلة دعمت تحسين الشفاء ودعت إلى إجراء المزيد من الأبحاث ذات الجودة الأفضل. قيمت دراسة عام 2008 فعالية علاج الجروح بالضغط السلبي مقارنة مع علاج الجروح الرطبة المتقدمة (AMWT) لعلاج قرحة القدم السكرية. أغلقت نسبة أكبر من قرح القدم بـ (NPWT (43.2% منها مع (AMWT (28.9٪. وجدت مراجعة منهجية لعام 2010 «دليل ثابت على فائدة علاج الجروح بالضغط السلبي» في علاج قرحة السكري من القدمين. كانت نتائج التقرحات متضاربة وكانت البحوث حول الجروح المختلطة سيئة الجودة، لكنها واعدة. لم تجد المراجعة بَيِّنة على زيادة المضاعفات الجسيمة. وخلصت المراجعة إلى أن «هناك الآن أدلة كافية تثبت أن علاج الجروح بالضغط السلبي آمن، وسوف يسرع الشفاء، لتبرير استخدامه في علاج جروح الساق المزمنة المرتبطة بمرض السكري. وهناك أيضًا أدلة، على الرغم من رداءة الجودة، تشير إلى أن الشفاء من الجروح الأخرى قد يتم تسريعها أيضًا».